# Giuseppe Sapeto
Giuseppe Sapeto, né le 27 avril 1811 à Carcare et mort le 25 août 1895 à Gênes, est un explorateur, diplomate, missionnaire, orientaliste et écrivain italien.

## Biographie
Il devient missionnaire lazariste à l'âge de 18 ans. Il voyage au Liban et en Égypte, puis part en 1837 pour le port de Massaoua, en Abyssinie, en compagnie des frères Arnauld et Antoine d'Abbadie. Il visite alors Adoua et Gondar, puis rejoint la mission de Justin de Jacobis. Il tombe malade et rentre en Italie. Rétabli, il retourne à Massaoua, visite la dépression de Danakil en 1851. Il étudie l'Arabe, le Guèze et le Tigrigna.
En 1858, il est envoyé en Europe par Justin de Jacobis en tant qu'interprète d'Agaw Negussé, un chef en rébellion contre Téwodros II. Il rencontre Napoléon III et Pie IX. Lors de la défaite du rebelle, Sapeto est capturé par le négus, puis relâché.
Il s'installe ensuite à Paris, où il devient conservateur des manuscrits orientaux à la bibliothèque nationale de France. De retour en Italie, il est professeur d'arabe à Florence et Gênes.
En 1869, à la suite de l'ouverture du canal de Suez, il est chargé par le gouvernement italien d'acquérir un port sur la mer rouge. Au nom d'une société de fret maritime, la Società Rubattino, il achète le port d'Assab en novembre 1869 pour 6 000 thaler de Marie-Thérèse à deux chefs locaux. Il y retourne en mars 1870 pour conclure l'accord et acheter deux nouvelles bandes de territoire. En septembre 1880, il obtient du sultan de Raheita. Sapeto demeure à Assab jusqu'en janvier 1881.
Il rentre en Italie, où il assiste en 1878 à Florence au 4e congrès international des orientalistes. Il est considéré comme un des fondateurs de l'Érythrée italienne,.

## Publications
- Giusseppe Sapeto en 1838, en habits éthiopiens.(it) Viaggio e missione cattolica fra i Mensâ, i Bogos e gli Habab, con un cenno geografico e storico dell'Abissinia [« Voyage et mission catholique chez les Mensâ, les Bogos et les Habab, avec une référence géographique et historique à l'Abyssinie »], Gênes, Fide, 1857, 528 p. (présentation en ligne, lire en ligne)

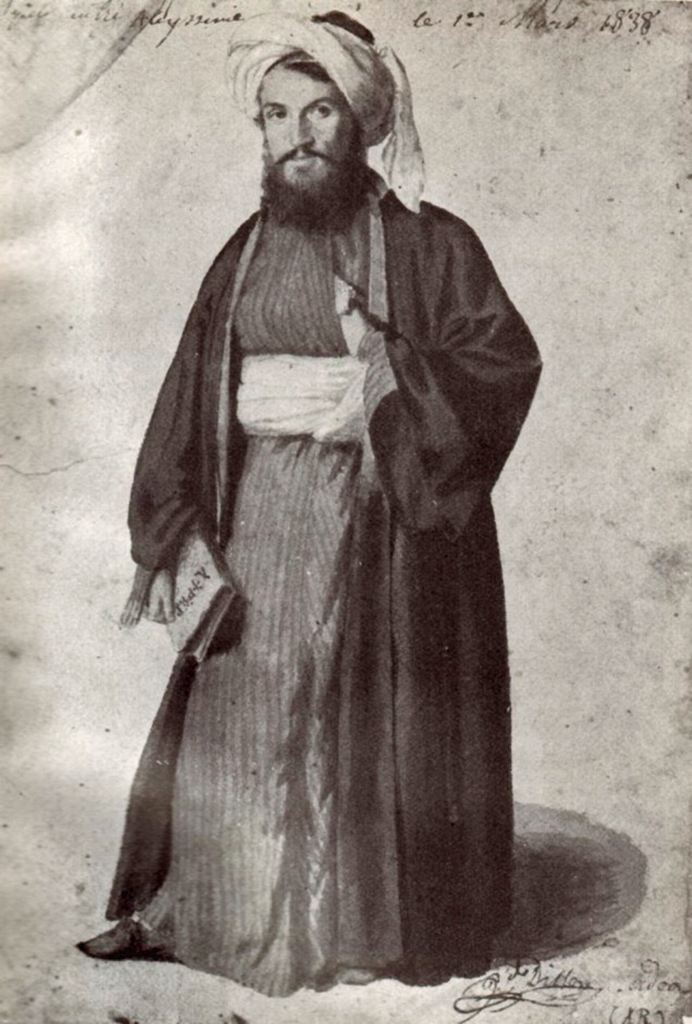
Giusseppe Sapeto en 1838, en habits éthiopiens.

- (it) L'Italia e il canale di Suez [« L’Italie et le canal de Suez »], Gênes, Pellas, 1865, 216 p. (présentation en ligne, lire en ligne)
- (it) Grammatica araba volgare, ad uso delle scuole tecniche [« Grammaire arabe vulgaire, à l’usage des écoles techniques »], Florence, Pellas, 1866, 300 p. (présentation en ligne, lire en ligne)
- (it) Assab e i suoi critici [« Assab et ses critiques »], Rome, Pellas, 1879, 237 p. (présentation en ligne, lire en ligne)
- (it) Ethiopia [« Éthiopie »], Rome, Carlo, 1890, 436 p. (présentation en ligne, lire en ligne)